# Hypoechana
Hypoechana là một chi bướm đêm thuộc họ Erebidae.